# Nam nhân bang
Nam nhân bang là phim truyền hình Trung Quốc năm 2011, đạo diễn bởi đạo diễn nổi tiếng Triệu Bảo Cương và Vương Lôi , được biết đến như một phiên bản nam của "Sex and the city", phim kể về câu chuyện của người thành phố thời kỳ hiện đại ở ba thế hệ khác nhau, cuộc sống và công việc nền tảng khác nhau trong thế giới nội tâm của người đàn ông và thái độ đối với tình cảm .
Tổ chức họp báo giới thiệu phim tại Bắc Kinh vào ngày 11 tháng 11 năm 2010, ngày 16 tháng 11 tại Thượng Hải phim chính thức bắt đầu quay , đến ngày 26 tháng 2 năm tiếp theo phim hoàn tất mọi cảnh quay . Ngày 22 tháng 10 năm 2011, bộ phim này được phát sóng ở Chiết Giang TV, Thiên Tân TV, Dragon TV, BTV1 vào giờ vàng .

## Diễn viên

### Diễn viên nam
| Diễn viên     | Vai                 | Giới thiệu ngắn gọn                                                  | Ghi chú |
| ------------- | ------------------- | -------------------------------------------------------------------- | ------- |
| Tôn Hồng Lôi  | Cố Tiểu Bạch        | Nhà văn, là người hài hước                                           |         |
| Huỳnh Lỗi     | La Thư Toàn         | Nhân viên tư vấn công nghệ, giảng viên tại trung tâm đào tạo tin học |         |
| Uông Tuấn     | Tả Vĩnh Bang        | Giám đốc PR công ty kim cương, cử nhân tiêu biểu                     |         |
| Tằng Vịnh Thể | YY                  |                                                                      | Cameo   |
| Đổ Giang      | Vương Nam           | Đồng nghiệp Mạc Tiểu Mẫn                                             | Cameo   |
| Chu Nhất Vi   | Nhiếp ảnh gia       |                                                                      | Cameo   |
| Nhậm Trọng    | Khách hàng nhà hàng |                                                                      | Cameo   |

### Diễn viên nữ
| Diễn viên       | Vai                         | Giới thiệu ngắm gọn                             | Ghi chú |
| --------------- | --------------------------- | ----------------------------------------------- | ------- |
| Vương Lạc Đan   | Mạc Tiểu Mẫn                | Nhân viên bán hàng công ty mỹ phẩm              |         |
| Tùy Tuấn Ba     | Amy                         | Chủ cửa hàng quần áo                            |         |
| Vương Tử Văn    | Tiêu Tiêu                   | Con gái Tả Vĩnh Bang, học sinh trung học        |         |
| Vương Nhược Tâm | Dương Tinh Tinh             | Nhân viên ngân hàng                             |         |
| Phùng Đan Huỳnh | A Thiên                     | Sung mãn, nhiệt tình                            |         |
| Trương Lệ       | Mễ Kì                       | Biểu tượng thời trang, bạn gái của Tả Vĩnh Bang |         |
| Diêu Địch       | Tiểu Tuyết                  | Đơn thuần, sinh viên đại học                    | Cameo   |
| Du Phi Hồng     | Sa Lị                       | Quan tâm đến Cao Tiểu Bạch                      | Cameo   |
| Lý Hoạch        |                             |                                                 | Cameo   |
| Trương Manh     | Lưu Băng Băng               |                                                 | Cameo   |
| Vương Nghiên Tô | Bạn gái cũ của Cố Tiểu Bạch |                                                 | Cameo   |

## Tập phim
| #  | Tên                                 | #  | Tên                                            |
| -- | ----------------------------------- | -- | ---------------------------------------------- |
| 1  | "Nhân danh tình yêu"                | 2  | "Tình yêu chọn lọc"                            |
| 3  | "Bạn tâm giao"                      | 4  | "Bình đẳng giới"                               |
| 5  | "Theo dõi"                          | 6  | "Bạn của anh ấy"                               |
| 7  | "Không nói bất cứ điều gì"          | 8  | "Giống như..."                                 |
| 9  | "Truy đuổi theo "                   | 10 | "Bí ám ảnh"                                    |
| 11 | "Tình yêu, hãy cổ vũ cho tôi"       | 12 | "Ngày Valentine"                               |
| 13 | "Nghi thức"                         | 14 | "Vẫn trung thành với tình yêu"                 |
| 15 | "Siêu thay đổi"                     | 16 | "Tình trạng giàu có"                           |
| 17 | "Tinh thần của tình yêu"            | 18 | "Tình bạn là vô giá"                           |
| 19 | "Quá khứ, hiện tại và hình ảnh mới" | 20 | "Tôi đã yêu một người đàn ông đã lập gia đình" |
| 21 | "Quấy rối tình dục"                 | 22 | "Văn phòng lãng mạn"                           |
| 23 | "Thùy tiên khai khẩu thùy tiên tử"  | 24 | "Sống chung"                                   |
| 25 | "Cảm giác mang thai"                | 26 | "Đả đảo tiểu bạch kiểm"                        |
| 27 | "Một ngày mới"                      | 28 | "Người tôi yêu và những người thân của tôi"    |
| 29 | "Lễ cưới"                           | 30 | "Câu chuyện bắt đầu từ câu chuyện cuối cùng"   |

## Hậu trường
Tôn Hồng Lôi nhận phim vì kịch bản chất lượng, không nhận giá cát sê cao .
Triệu Bảo Cương ca ngợi Vương Tử Văn là diễn viên tài năng, có thiên phú, là diễn viên mạnh mẽ .

## Lịch phát sóng
| Kênh                                    | Quốc gia   | Ngày phát sóng            | Thời gian                         |
| --------------------------------------- | ---------- | ------------------------- | --------------------------------- |
| Chiết Giang TV/Thiên Tân TV Dragon/BTV1 | Trung Quốc | Ngày 22 Tháng 10 năm 2011 | 19:30 -                           |
| Astro AEC                               | Malaysia   | 25 tháng 1 năm 2013       | Thứ Hai đến Thứ Sáu 19:30 - 20:30 |
| ICN                                     | Hoa Kỳ     | 3 Tháng 7 măm 2013        | Thứ Hai đến Thứ Sáu 20:00 - 21:00 |
| ON TV                                   | Đài Loan   | Ngày 9 tháng 9 năm 2013   | Thứ Hai đến Thứ Sáu 22:00 - 23:00 |

## Rating
Rating trung bình phía Đông Trung Quốc lên tới 1.95; Rating trung bình trên đài Truyền hình vệ tinh Thiên Tân đạt 0.65, kỷ lục rating của mùa; Rating trung bình đài Chiết Giang đạt 0.91, trong cùng thời điểm đó, rating trung bình truyền hình vệ tinh xếp hạng nhất trong cả nước .

## Đánh giá
Nam nhân bang giúp khán giả thực sự biết tình yêu là gì, đàn ông là gì, phụ nữ là gì. Ba người đàn ông trong phim thực sự là hình mẫu của hàng ngàn người đàn ông. Tất cả những ham muốn và khao khát của họ khi đối mặt với phụ nữ, tâm trí và bản lĩnh của họ thật tinh tế và chân thực .
Một bộ phim đặc biệt hay xứng đáng để những người phụ nữ, đặc biệt là những cô gái đang yêu xem, để họ biết nhiều hơn về đàn ông và biết đàn ông nghĩ gì.

## Giải thưởng
10 phim hay nhất TV Drama Awards 2011
BQ - Phim truyền hình và hãng sản xuất của năm 2011 
BQ - Nữ diễn viên tiềm năng  - Trương Lệ 
BQ - Danh sách diễn viên của năm - Tôn Hồng Lôi 
BQ - Thời trang của năm - Tùy Tuấn Ba